# Джон Бут
Джон Вілкс Бут (англ. John Wilkes Booth; 10 травня 1838 — 26 квітня 1865) — американський театральний актор, відомий через вбивство президента США Авраама Лінкольна 14 квітня 1865 р. під час вистави у Вашингтоні. Бут був популярним актором свого часу, цікавився політикою, підтримував Конфедерацію під час Громадянської війни у США. Звинувачував Лінкольна у програші Півдня у війні, що стало причиною вбивства президента. Через декілька тижнів після замаху в штаті Вірджинія був смертельно поранений, коли його будинок оточила поліція.

## Біографія
Джон Бут народився 10 травня 1838 року в родині професійних акторів та англійських іммігрантів біля містечка Бел Ейр у штаті Мериленд. Джон був дев'ятою дитиною з десяти й уже в 14 років, після смерті батька, не закінчивши школи, почав цікавитися театром і політикою. У віці 17 років отримав свою першу роль — грав одну з другорядних ролей у виставі за творами Шекспіра. З часом гра молодого чоловіка привернула увагу критиків і глядачів. Бут відрізнявся від інших акторів своєю вродою та атлетичною фігурою і певним акторським даруванням. Перед початком Громадянської війни Джон Бут був одним з найпопулярніших акторів, улюбленцем жінок і завдяки такому успіху скоро став доволі заможним.
Разом з театром Бут цікавився політикою, ще в ранніх роках був членом організації, яка виступала за скорочення імміграції до США. Також підтримував рабовласництво й гаряче виступав проти його скасування, був присутній під час страти одного з відомих аболіціоністів — Джона Брауна. Під час громадянської війни був таємним агентом півдня, збирав інформацію для конфедератів і навіть виробив свій власний план викрадення президента Лінкольна та вбивства провідних діячів республіки. Коли декілька спроб організувати викрадення виявилися невдалими, Бут вирішив убити президента.

## Вбивство Лінкольна

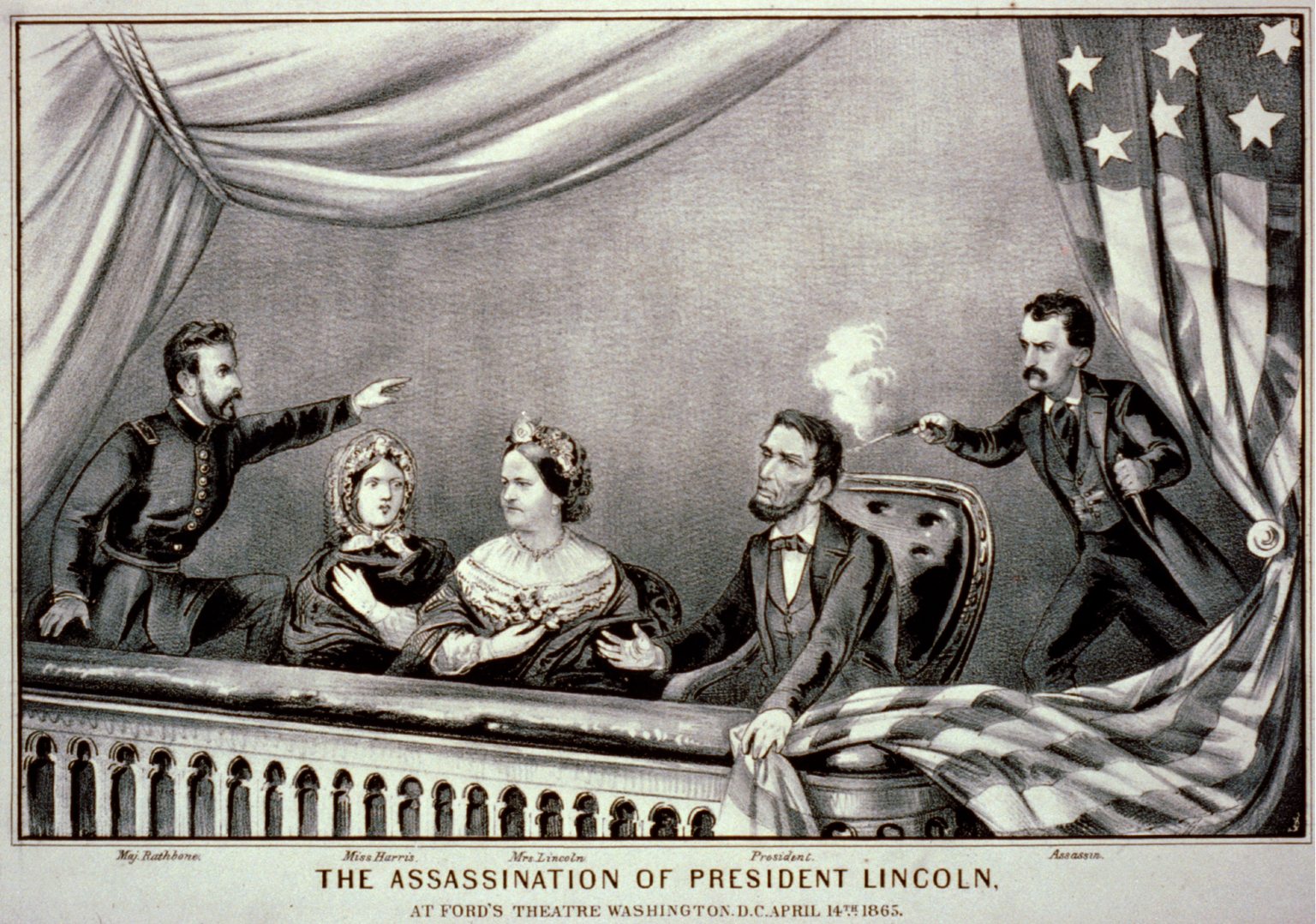
Вбивство президента Лінкольна

Як один з провідних та популярних акторів Бут був присутній на інавгурації Лінкольна, на багатьох виступах та зустрічах з президентом, однак спроб замаху на його життя не робив, оскільки сподівався викрасти Лінкольна та доставити його полоненим на південь. Однак у 1865 році стало ясно, що спроби викрасти президента були невдалими, до того ж Бут пересварився з іншими учасниками змови й замість викрадення вирішив убити президента. 14 квітня 1865 року, отримавши повідомлення про намір Авраама Лінкольна з дружиною відвідати його виставу, почав розробку плану вбивства. Біля театру були підготовлені коні для втечі, у президентській ложі була зроблена щілина, через яку вбивця слідкував, коли президент прибув до театру. У той самий день, близько 10 години вечора, Бут прокрався до ложі й вистрелив президентові в потилицю. Поранивши також одного з присутніх ножем, Бут вискочив на сцену і прокричав Sic semper tyrannis! («Так завжди буде з тиранами»), після чого в сум'ятті йому вдалося втекти з театру і на заздалегідь приготовленому коні залишити Вашингтон.

## Загибель Бута
Разом з іншим співучасником вбивства Бут попрямував на південь, де їм допомагали в дорозі численні прихильники конфедератів. Від падіння коня Бут пошкодив ногу і вже не міг швидко тікати від переслідування і мусив переховуватися. Тим часом інші учасники замаху у Вашингтоні були арештовані й Бут був оголошений у розшук; за схоплення вбивці президента уряд пропонував 100 000 доларів. Після арешту ще одного зі співучасників злочину поліції стало відомо про місцезнаходження Джона Бута у Вірджинії й 26 квітня 1865 року будинок на тютюновій фермі, де він знайшов притулок, був оточений поліцією. Коли на вимогу поліції скласти зброю та здатися Бут відмовився, будинок підпалили. Попри це, вбивця продовжував відстрілюватися і був поранений у шию — куля влучила в спинний мозок і перебила три хрящі, що призвело до паралічу та швидкої смерті Бута. З часом тіло Джона Бута було передано його родичам, які поховали його на сімейній ділянці на цвинтарі в Балтиморі.